# (9070) Ensab
(9070) Ensab (1993 OZ2) – planetoida z grupy pasa głównego asteroid okrążająca Słońce w ciągu 5,19 lat w średniej odległości 2,99 au. Odkryta 23 lipca 1993 roku.